# Ida (minerální voda)
Ida je minerální voda hydrochemického typu HCO3 - SO4 - Ca - Na - Mg. Pochází z místní části Běloves města Náchod, kde byla využívána k lázeňským účelům a lahvována. 
Lázně Běloves i stáčírna patřily před rokem 1989 státu. V r. 1991 koupil stáčírnu za 110 mil. korun půjčených od ČSOB Antonín Moravec (majitel zkrachovalé Kreditní a průmyslové banky Plzeň s dluhy asi 3,5 mld. korun), stáčírna čerpala vodu z pramene Ida, který ale patřil lázním. Moravec koupil statek vedle lázní a udělal nové vrty. Z nich od roku 1995 bral kyselku. Majitelé Moravce žádali, aby přestal používat značku Ida. Oba podniky dopadly neslavně. Lázně se zavřely v roce 1996, Moravec byl už o dva roky dříve obviněn kvůli problémům KPB. V r. 2001 společnost Ida zkrachovala. Nedlouho poté 90. letech 20. století došlo k zavření lázní i stáčírny, v roce 2002 ochrannou známku Běloveská kyselka Ida odkoupila společnost Interfood z Dolního Benešova-Zábřehu a oznámila, že pod touto značkou bude do lahví plnit minerální vodu z pramenů na Slovensku. To už se ale neděje a firma naznačila, že by se nebránila prodeji známky.
V roce 2011 došlo k obnovení odběrného místa originální Idy poblíž bývalých lázní, kde si zájemci mohli načerpat původní kyselku zdarma.
Ida je přírodní prostá kyselka hydrogen-uhličitano-sírano-vápenato-hořečnatého typu. Čerpá se z vrtu Ida eventuálně náhradního zdroje S7 v lázních Běloves, okres Náchod. Fyzikální vlastnosti a chemické složení byly zjištěny komplexní analýzou vzorku vody odebraného dne 10. dubna 1990 Výzkumným ústavem balneologickým v Mariánských Lázních.

## Historie a prameny

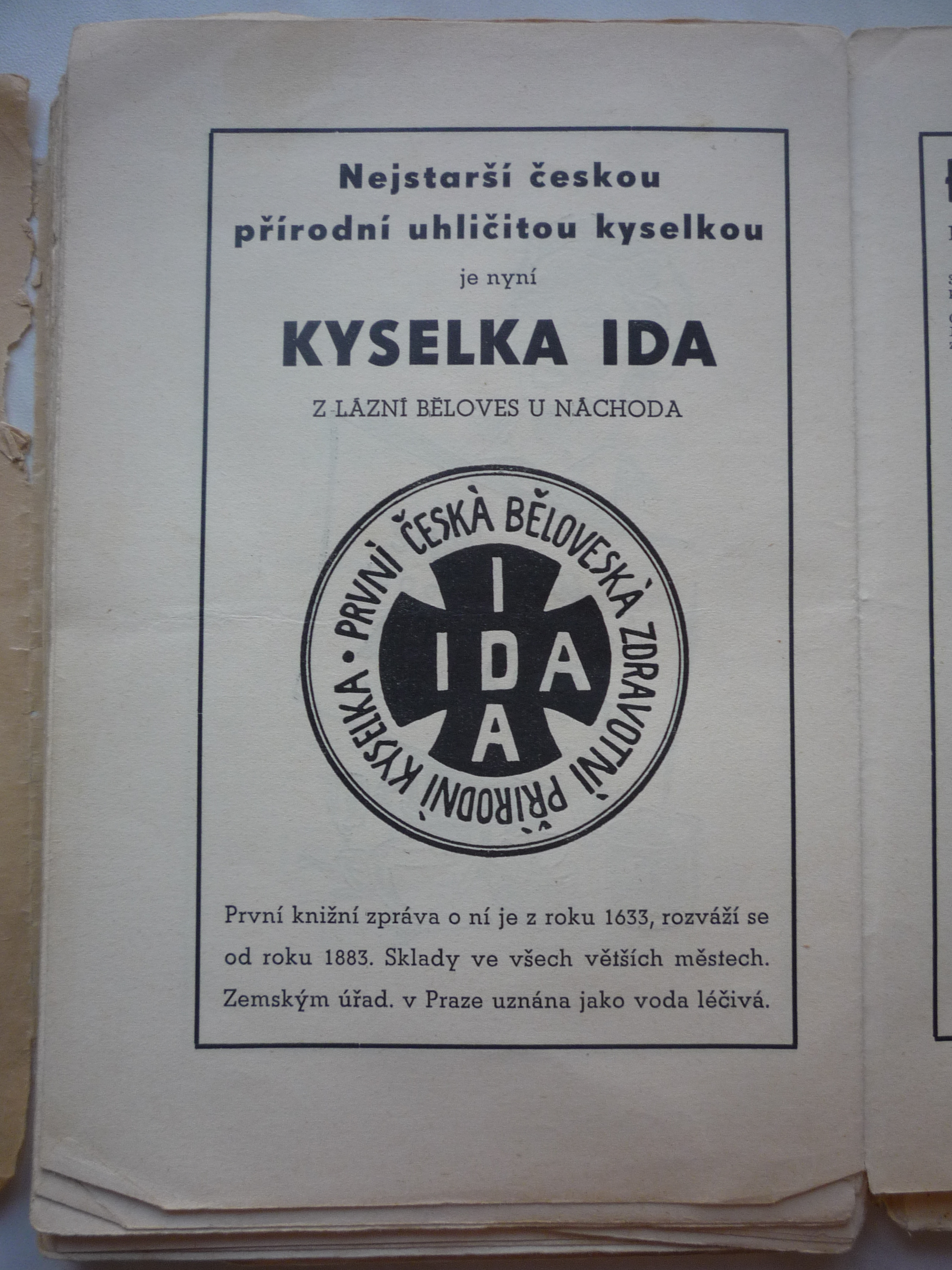

Nejstarší zmínky o běloveské vodě sahají do roku 1392. Albrecht z Valdštejna si prý místní „vostrou“ vodu nechával posílat do válečných táborů při tažení do Kladska. V roce 1840 se běloveskou kyselkou vyléčila princezna Ida z rodu Schaumburg-Lippe, kterému patřil náchodský zámek. Na princezninu počest byla minerálka pojmenována Ida. Od roku 1903 byla stáčena do lahví a exportována do okolí. Na pultech obchodů byla k dostání ještě v 90. letech 20. století, kdy její dodavatel zkrachoval.
Během 19. a 20. století existovaly v Bělovsi následující prameny:
- Ida – vydatnost původního pramene 0,5 l/s[4]
- Ivan
- Boženka
- Obecní
- Jakub
- František
- Hedva – nejvyšší mineralizace, 6 800 mg/l[3]
- S-6
- S-8 – 118 metrů (nejhlubší), mineralizace 6 200 mg/l, As 2,7 mg/l (1973)[3]

Původní balená Ida pocházela z pramenů Ida a Hedva a dosahovala mineralizace až 4 400 mg/l.
V současnosti eviduje Ministerstvo zdravotnictví v Lázních Běloves čtyři léčivé zdroje minerální vody a dále sleduje vrt Ivan v lázeňském parku. Město usiluje o uznání i tohoto pramene jako léčivého zdroje, aby jím mohlo napájet prameník.

## Ochranné známky
V roce 2023 se městu podařilo odkoupit sedm ochranných známek od majitele někdejší stáčírny firmy Robot World za 700 tisíc Kč.
- Běloveská kyselka z pramene Ida
- Léčivá voda Ida
- Minerální voda Ida
- Běloveská kyselka Ida
- Ida
- Léčivá voda Ida
- Minerální voda Ida[6]

## Odběrné místo: prameník Jakub
Původně byl jako odběrné místo pro veřejnost vybudován altán před komplexem lázní. Ten byl v souvislosti s uzavřením lázní a stáčírny po dlouhou dobu nefunkční. Vodu bylo možné odebírat níže na břehu řeky z trojice trubic, které ústí těsně nad hladinou řeky. Odběr byl z toho důvodu komplikovaný, při vyšším stavu vody nemožný a v zimních měsících nebezpečný.
V roce 2011 si vzal na starost obnovu altánu místostarosta Náchoda Tomáš Šubert. Rekonstrukci předcházel podpis smlouvy se společností Běloveské lázně, a. s., o výpůjčce pozemku a stavby, pro jejich bezplatné užívání za účelem zprovoznění prameníku minerální vody Ida na dobu dvaceti let. Práce začaly v květnu 2011 a vyšly na necelý milion korun – z toho přibližně 350 tisíc byly náklady na technologii. Zvažovala se i technická úpravna – odstranění arsenu, ale nakonec byla voda ponechána v přírodním stavu.
Prameník Idy, případně Kaplička nad pramenem Jakubovým, jak je altán též nazýván, byl po rekonstrukci slavnostně otevřen 24. července 2011. Z důvodu velmi vysokého zájmu o minerálku Ida došlo k rozšíření otevíracích hodin. Od srpna 2011 je pro veřejnost odběrné místo přístupné v sezóně od 6:30 do 22:30 hodin (květen až září) a mimo sezónu od 8 do 18 hodin (říjen až duben). Prameník je napájen dvojicí pramenů, které jsou Ministerstvem zdravotnictví uznány jako přírodní léčivé zdroje.
V září 2015 muselo město na základě nařízení ministerstva zdravotnictví uzavřít pronajatý prameník minerálky Ida kvůli nedořešenému odstraňování arzenu. V říjnu 2016 začalo město hloubit nové vrty pro vodu.
Dne 6. dubna 2024 byl prameník opět zprovozněn, a je přístupný denně od 8 do 20 h.

## Lázně
Radnice má zájem i na zprovoznění přilehlých lázní, v roce 2011 schválila záměr na koupi vrtů Ida od ministerstva zdravotnictví. Sháněla investora a provozovatele se zkušenostmi v oboru. Nakonec město v listopadu 2021 lázně koupilo a plánuje jejich obnovu.

## Složení
Celková mineralizace pramene Ida dosahuje 950 mg/l, obsah CO2 dosahuje 2 700 mg/l. Voda dále obsahuje arsen v koncentraci kolem 0,5–0,6 mg/l v podobě kyseliny arseničité. Díky tomu je voda jedinečná – podobná se v rámci České republiky vyskytuje jen v nedalekém Hronově. Pro obsah arsenu by se však neměla pít dlouhodobě.
Novodobý rozbor zveřejněný na odběrném místě roku 2011:
| [mg/l] | Celková miner. | CO2  | Mg2+ | Ca2+ | Na+  | K+   | Fe2+ | F− | Cl−  | HCO3− | SO4−  | HAsO42− |
| ------ | -------------- | ---- | ---- | ---- | ---- | ---- | ---- | -- | ---- | ----- | ----- | ------- |
| IDA 1  | 870            | 2345 | 23,4 | 86,4 | 98,5 | 12,6 | 1,49 | -  | 13,6 | 527   | 102,2 | 1,063   |

### Související stránky
- Lázně Běloves